# Foyer

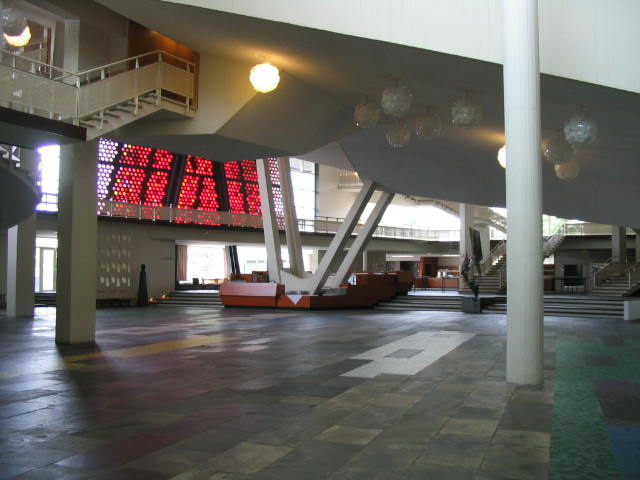
Foyer der Berliner Philharmonie

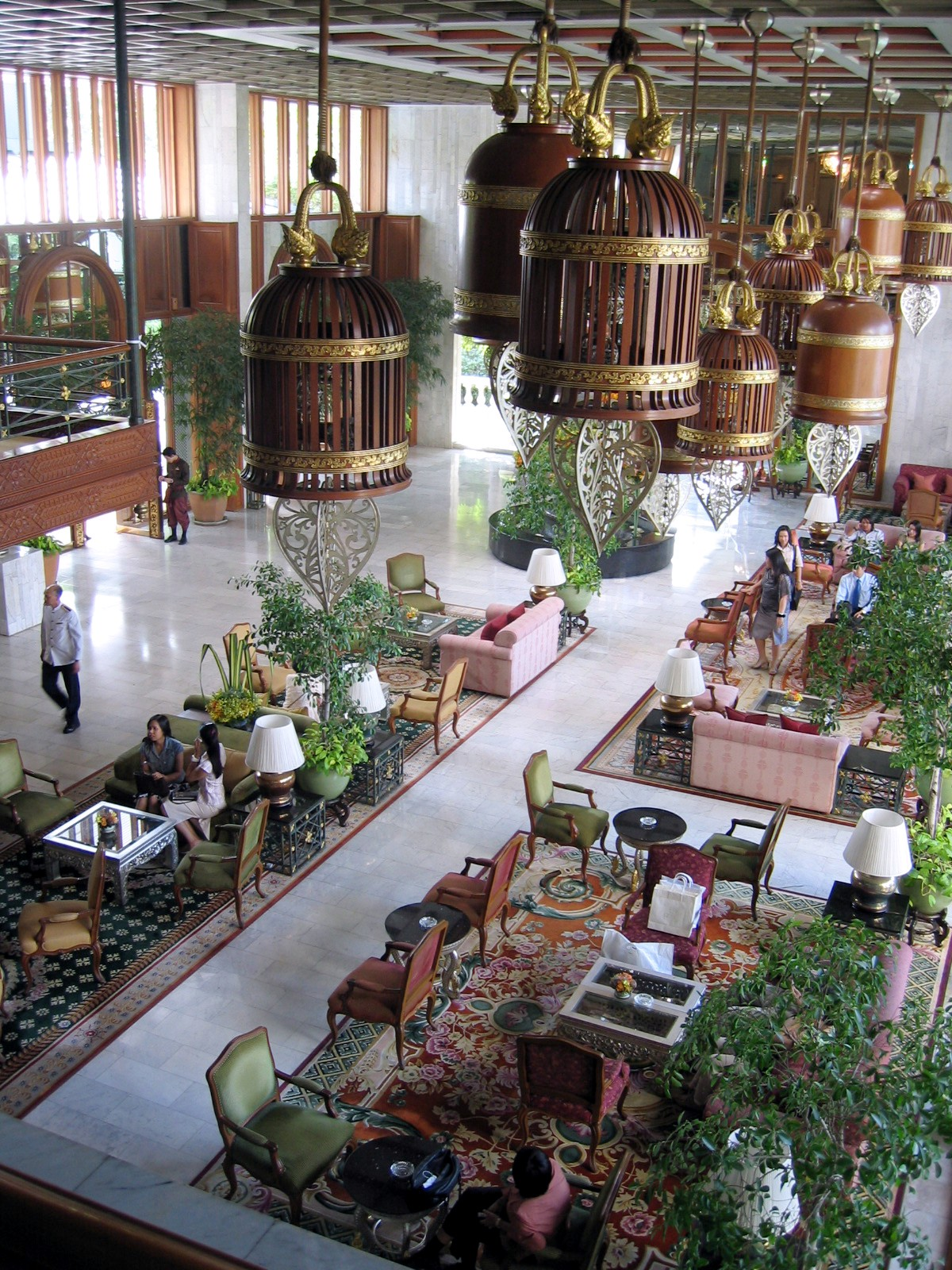
Foyer des Hotel Oriental (Bangkok)

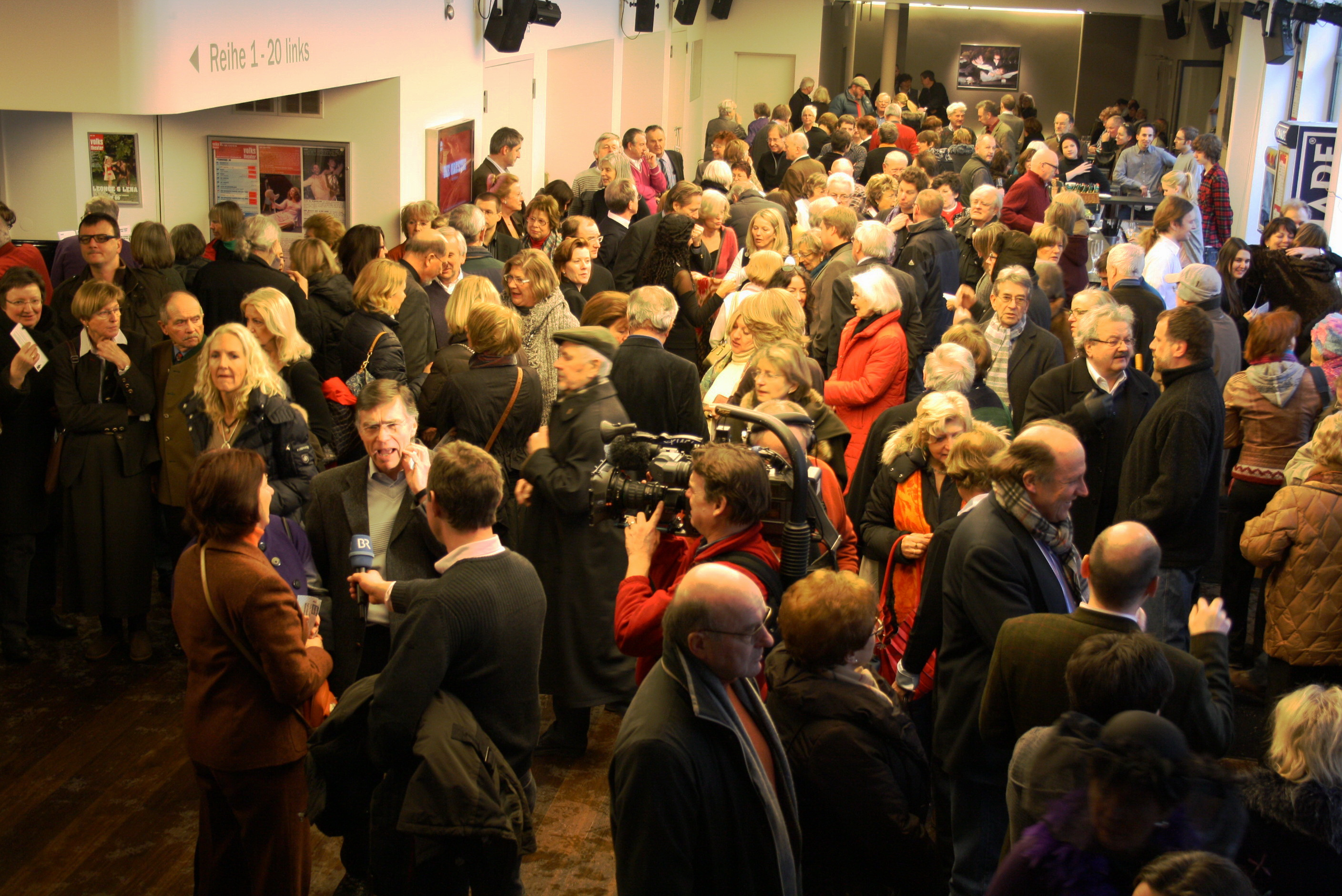
Foyer im Volkstheater München bei der Verleihung des Großen Karl Valentin Preises, 2010

Als Foyer (IPA: [fo̯aˈjeː], ⓘ; französisch foyer = Feuerstelle, Herd, Brennpunkt, nach dem lateinischen focus; auch Lobby) bezeichnet man einen großen  Vorraum in einem öffentlichen Gebäude, besonders in einem Opernhaus, Theater, Konzertsaal, Kino oder auch Hotel (auch Hotellobby genannt). Funktional unterscheidet sich das Foyer nicht vom Vestibül, aber formal: Vestibüle sind meist Räume mit hohen Decken, grandiosen Strukturen und aufwendigem Design. 
Das Foyer ist üblicherweise als Eingangshalle oder Empfangshalle unmittelbar vom Eingang des Gebäudes aus zugänglich und verfügt oft über eine integrierte Garderobe. Es dient dem Aufenthalt und der Kommunikation des Publikums während der Pausen (Funktion der Wandelhalle); gelegentlich werden dort auch Erfrischungen und ein kleiner Imbiss gereicht.
Im Französischen ist das Wort foyer nicht im Sinne von Vorraum oder Lobby gebräuchlich. Dort findet es in der Bedeutung als Heim einer Familie oder Gruppe Verwendung, auch als foyer pour enfants, der französische Begriff für Kinderheim.

## Vom Aufenthaltsraum zum gesellschaftlichen Parkett
In Frankreich waren Foyers ursprünglich beheizte Aufenthaltsräume im Theater, wo sich die Schauspieler aufwärmen und umziehen konnten. Im 18. Jahrhundert wurde der Begriff auch auf die vom Bühnenbereich abgetrennte Wandelhalle für die Zuschauer übertragen; schließlich bezog er sich nur noch auf diesen Teil des Theaters. Das Foyer wurde zum gesellschaftlichen Ort des Sehens und Gesehenwerdens und beinahe wichtiger als die Bühne selbst. 1752 wurde zum ersten Mal ein prunkvolles Foyer in das neue Opernhaus des französischen Königs in Versailles integriert. 
Im 19. Jahrhundert entwickelte sich das Foyer zum beherrschenden Teil der Theaterarchitektur und zum Treffpunkt der Gesellschaft einer Stadt: Beziehungen wurden geknüpft, Geschäfte angebahnt, es wurde getratscht und geflirtet: Nicht selten stahl das „Theater“ im Foyer dem eigentlichen Theaterstück die Schau. Durch Reportagen aus Frankreich wurde der Begriff bald auch im Deutschen populär und heimisch. Beispiel für ein besonders prunkvolles Foyer ist dasjenige des Burgtheaters in Wien. 
Als Ort der Pausengespräche ist das Foyer für den Erfolg oder Misserfolg einer Bühnenaufführung oft bedeutsam, gelegentlich ausschlaggebend, da Kritiker hier die Meinung des Premierenpublikums erlauschen können und diese nicht selten in ihre Rezension mit einbauen.

## Foyer in öffentlichen Gebäuden
Heute versteht man unter „Foyer“ auch die großen Wandelhallen im Eingangsbereich öffentlicher Gebäude wie Rathäuser, Bibliotheken oder Parlamentsgebäude. Besonders große Foyers wie das 1800 Quadratmeter große Foyer der Jahrhunderthalle in Frankfurt am Main werden auch für Kongresse und Tagungen, Kunstausstellungen und Pressekonferenzen genutzt.

## BesondereFoyers
- Das „Foyer an der Gedächtniskirche“ in Berlin ist eine soziale Hilfs- und Beratungseinrichtung der evangelischen Kirche.
- Literatur im Foyer ist eine Büchersendung mit Thea Dorn im SWR.

## Zitat
„Zwischen den Acten [...] wandeln diejenigen, die für diesen Abend noch unversorgt sind, in einem schönen großen Saale umher, der Foyer heißt.“ (August von Kotzebue, Erinnerungen aus Paris, 1804)